# 李牧
李牧（？—前229年），名，字牧，以字行，战国後期军事家，赵国名将，與白起、王翦、廉頗並稱战国四名将。
李牧驻守代郡、雁门郡期间，率军大破匈奴。在肥之战、番吾之战两次击败秦国，受封武安君，但最终被赵幽缪王杀害。而关于李牧的死因，史料记载也多有不同。李牧死后仅三个月，赵国首都邯郸（今河北省邯郸市）被秦军攻破，赵幽缪王成为阶下之囚。

## 生平

### 北御匈奴
李牧早年事迹不详。战国时期，趙國北方的游牧民族匈奴逐渐崛起，时常劫掠赵国边境地区。李牧奉赵王的命令，长期驻守于代郡、雁门郡，以防备匈奴的袭扰。李牧在当地享有军政特权，可以截留驻防城市的租税作为军费。李牧优待兵士，下令每天宰牛犒赏士兵，教授他们骑马射箭，还命令士兵悉心看守烽火台，屡次派出间谍侦察敌情。匈奴每次派军队袭扰时，李牧下令坚壁清野，收拢军队退入营垒固守，胆敢出战者一律斩首。几次三番，匈奴的袭扰都无功而返。由於李牧數年不出戰，匈奴認為李牧膽怯，就连赵国的边防士兵也认为李牧胆小怕事。赵王屡次责备李牧怯战，李牧充耳不闻，依然如故。赵王发怒，另派将领接替李牧。新将一改李牧坚壁清野的作战策略，匈奴来袭时主动出击，结果败多胜少，损失极大。赵王不得已请李牧官复原职，但李牧称病不出。赵王无奈，强迫李牧前去赴任，李牧要求趙王不得干涉他的军事策略，趙王應允。
李牧官复原职后，按照原来的军事策略，坚守不战，匈奴一无所获。经过数年的經營，李牧的边防军兵精马壮，军队士气高涨，士兵宁可不要赏赐也情愿与匈奴决一死战。李牧精选战车1300辆，战马13000匹，勇于冲锋陷阵的步兵5万人，善射的弓兵10万人，准备与匈奴决战。李牧采用诱敌深入的战术，先派大批牧民驱赶牲畜放牧。匈奴派小股人马进行劫掠，李牧佯装战败，故意将几千人丢弃给匈奴。获得小胜后的匈奴开始轻敌，单于率领大批军队入侵。李牧广布奇兵，从左右两翼包抄匈奴，一举击破匈奴10万骑兵。李牧乘胜攻灭襜褴，击破东胡，降服林胡，匈奴单于落荒而逃。此后十余年，匈奴再也不敢进犯赵国边境。

### 屡败秦军
前243年，李牧以国相之职，担任使者出使秦国，两国订立盟约，使秦国归还了赵国的质子。由于廉颇和乐乘的相继出奔，使赵国缺乏优秀的军事将领。前243年，赵悼襄王命李牧率军攻打燕国，夺取了武遂（今河北省武强县西北）、方城（今河北省固安县西南）。
秦王政继位后，秦国加紧了统一六国的步伐。前234年，秦王政派桓齮攻克赵国的平阳（今河北省磁县东南）、武城（今河北省磁县西南），斩首10万，杀赵将扈辄。次年，桓齮再次率军从上党郡翻越太行山，进攻赵国的赤丽、宜安（今河北省石家庄市宜安镇）。赵幽缪王任命李牧为大将军，率军反击，大破秦军于肥（今河北省晋州市西），殺桓齮，李牧因战功受封武安君。前232年，秦军再次兵分两路进攻赵国，一路至太原郡，夺取了狼孟（今山西省阳曲县东北）；主力军至邺（今河北省磁县南），向南番吾（今河北省磁县境内）进攻，再次被李牧击破。李牧随后又成功地抵御了韩国和魏国的进攻。虽然李牧多次取得胜利，但赵国士兵阵亡数十万，数战之后，仅剩首都邯郸自保。

### 身亡
前231年，赵国代郡发生大地震，自乐徐（今河北省满城县西）以西，北至平阴（今山西省阳原县西），房屋倒塌大半。次年，赵国再次遭遇饥荒。秦国趁赵国连遭天灾之机，大举进攻。前229年，秦国军队数十万兵分三路，一路由王翦率上地秦军翻越太行山，攻克井陉关，围攻赵国中部；一路由杨端和率领河内秦军北上，经临漳（今河北省临漳县）、邺，进围赵国首都邯郸，羌瘣也率军进攻邯郸周围地区；一路由李信率领，经太原郡、云中郡，进攻赵国的代郡。赵幽缪王派李牧为主将，司马尚为副将，率军御敌。在关系到赵国生死存亡的危机时刻，却发生了李牧被杀的事件。
关于李牧的死因，史料记载多有不同:
- 《战国策》中有三种不同的记载

1. 《战国策·秦王欲见顿弱》记载为秦王政命顿弱携带万金，游说赵王杀李牧。[24]
2. 《战国策·文信侯出走》记载为赵幽缪王的宠臣韩仓谗言陷害李牧，说他向赵幽缪王敬酒时暗藏匕首，致使李牧被赐死。[25]
3. 《战国策·秦使王翦攻赵》记载为王翦使用反间计，重金贿赂赵幽缪王的宠臣郭开，使赵幽缪王杀死李牧。[26]

- 《列女传》记载为李牧曾反对赵悼襄王迎娶赵幽缪王之母赵悼倡，招致了赵悼倡后的怨恨。赵幽缪王继位后，赵悼倡后收受秦国的贿赂，最终陷害死李牧。[27]

关于李牧遇害的细节，史料也有不同的记载:
- 《战国策·文信侯出走》记载为李牧的胳膊有疾病，不能伸直。由于手臂缩短，跪拜时不能触地，于是用木杖接手。在得知自己被赐死的消息后，李牧说人臣不能在宫中自杀，他经过司马门，出棘门，准备用右手举剑自杀。但由于李牧受伤后手臂变短，剑刃够不到脖子，他就用口衔着宝剑的尖端，对着柱子自杀身亡。[25]
- 《史记·廉颇蔺相如列传》记载为李牧得知自己主将的职务被免后，拒不受命，被赵幽缪王派人斩首。李牧死后，赵幽缪王免去副将司马尚的职务，另派赵葱和齐将颜聚代替。

李牧死后仅三个月，王翦率军攻破赵国首都邯郸，赵葱被杀，赵幽缪王及颜聚被俘。赵公子嘉率领宗族百人逃奔代郡，自立为代王。前222年，秦将王贲趁灭燕国之势转而攻代郡，俘虏代王嘉，赵国彻底灭亡。

## 军事思想
李牧在一系列作战中屡次重创敌军而未遭败绩，显示了其军事指挥艺术。他的军事思想主要有：
1. 在君臣关系上，强调将帅的独立性、便宜行事权。
2. 在軍民關係上，力求不擾民，爭取民眾對軍事活動的支持、配合。
3. 在官兵关系上，注意厚待士卒，密切官兵关系。
4. 在作战方略上，力求壮大自身实力；削弱、麻痹敌人；及时了解敌情；把握战争时机；使用多兵种协同作战；力求以己之长，对敌之短；在得失关系上，敢于付出必要代价换取全局胜利；在攻防关系上，主张防守是进攻的前提，先守后攻。[30]

## 评价
李牧凭借其卓越的军事指挥才能，得到了后世普遍的赞誉：
冯唐称赞李牧：（李牧）西抑强秦，南支韩、魏。当是之时，赵几霸。
汉文帝曾感叹道：嗟乎！吾独不得廉颇、李牧时为吾将，吾岂忧匈奴哉！
唐中宗时，右补阙卢俌在上疏中称：汉拜郅都，匈奴避境；赵命李牧，林胡远窜。
郑观应称赞李牧：古之为将者，经文纬武，谋勇双全；能得人，能知人，能爱人，能制人；省天时之机，察地理之要，顺人和之情，详安危之势。凡古今之得失治乱，阵法之变化周密，兵家之虚实奇正，器械之精粗巧拙，无不洞识。如春秋时之孙武、李牧，汉之韩信、马援、班超、诸葛亮，唐之李靖、郭子仪、李光弼，宋之宗泽、岳飞，明之戚继光，俞大猷等诸名将，无不通书史，晓兵法，知地利，精器械，与今之泰西各国讲求将才者无异。
李牧身为一代名将，却落得不得善终的结局，他的死是导致赵国灭亡的直接原因，许多文人墨客对于李牧之死感到惋惜：
周昙有诗感叹道：秦袭邯郸岁月深，何人沾赠郭开金。廉颇还国李牧在，安得赵王为尔擒。
司马贞评价李牧：颇牧不用，王迁囚虏。
苏洵评价李牧：洎牧以谗诛，邯郸为郡。惜其用武而不终也。
司马光有诗感叹道：椎牛飨壮士，拔距养奇材。虏帐方惊避，秦金已闇来。旌旗移幕府，荆棘蔓丛台。部曲依稀在，犹能话郭开。
刘克庄有诗感叹李牧之死：说客为秦谍，君王信郭开。向令名将在，兵得到丛台。
徐钧有诗感叹李牧之死：良将身亡赵亦亡，百年遗恨一冯唐。当时不受谗臣间，吕政何由返故乡。
胡三省评价李牧：赵之所恃者李牧，而卒杀之，以速其亡。
陈元靓评价李牧：三年不鸣，一鸣惊人。啾啾之群，焉知屈伸之徒，奚分否臧。用之则行，舍之则藏 。贤哉武安，志胜霜霰。众谓我怯，隐则难见。边复我用，计亦自善。不捕一虏，不射一箭。先乃雌伏，后则虎变变。匈奴所畏，燕秦不战。易若摧枯，疾如激电。终惑谗言，反袂拭面。

## 纪念

### 祠堂
由於李牧拥有卓越的军事指挥才能。唐德宗建中三年时，将李牧等历史上六十四位武功卓著的名将供奉于武成王庙内，被称为唐武成王庙六十四将。
到了宋徽宗的时後，李牧被列入武成王庙享受祭祀，位列宋武庙七十二将之一。
明正德元年(1506年)，为了纪念李牧而重建，称武安君庙，俗称李牧祠。三百五十年後，清咸豐六年(1856年)，僧人善全在武安君庙旧址上兴建佛寺，改名为护国镇边寺，寺内仍供奉有李牧像。民國二十六年(1937年)，侵华日军占领雁门关后，镇边寺遭到毁灭性的破坏，仅存地基。2009年，在幸姓后人的资助下，镇边祠按原貌复建，成为展示幸偃公、李牧、卫青、霍去病、薛仁贵、杨家将等西周至明朝2600多年间守关名将的展览馆；也就是今日的镇边祠，位于雁门关天险门外东侧，占地面积3190平方米，建筑面积1510平方米。

### 墓葬
李牧墓位于山西省临汾市襄汾县汾城镇孝村东北，据《太平县志》记载，墓茔占地60亩，墓高两丈多，旁边有其子李荣的守墓庐舍。当地民众还在李果村建庙纪念李牧，每年3月到墓前拜谒祭祀。
1925年，汾城县长纪泽蒲重修墓碑，但在抗日战争时期，墓碑和庙宇均被日军拆毁。1956年，李牧和李荣墓碑得以重建，并在孝村村前树立“赵将李牧之故里”牌楼。

## 文学形象

### 诗词
中国古典诗词的边塞诗中，李牧常常以戍边有方、体恤士兵的良将形象出现。唐代李白《古风·其十四》中有“李牧今不在，边人饲豺虎”，借李牧感慨当时缺乏御敌的良将。高适在《睢阳酬别畅大判官》中写道“李牧制儋蓝，遗风岂寂寥”，借李牧事迹，劝谕畅判官要对叛服无常的胡人采取严厉措施。在《燕歌行》中，高适以“战士军前半死生，美人帐下犹歌舞”的笔调描写戍边高官不关心底层将士疾苦的现象，同时用“君不见沙场征战苦，至今犹忆李将军”以李牧（一说为李广）善待将士的典故来反衬现实。

### 小说
长篇历史小说《东周列国志》中，李牧于第九十六回《蔺相如两屈秦王 马服君单解韩围》中登场，篇中描写平原君赵胜向赵惠文王推荐执法奉公的田部吏李牧，赵惠文王升任李牧为中军大夫，率护卫5000随赵惠文王一同参加渑池之会。在第一百零五回《茅焦解衣谏秦王 李牧坚壁却桓齮》中，李牧用坚壁清野的战术，抵御桓齮。桓齮分兵一半袭击甘泉城时，李牧率军偷袭桓齮大营，秦军大败，李牧因战功受封武安君。在第一百零六回《王敖反间杀李牧 田光刎颈荐荆轲》中，秦国大举进攻赵国，因忌惮李牧，大军不敢行进。王敖使用反间计，先派使者与李牧议和，后亲自前往赵国面见郭开，让他诬陷李牧私自与秦国议和，约定灭赵后裂土封王。赵幽缪王听信郭开的谗言后，派赵葱接替李牧的职务。李牧得知消息后，将印绶悬于幕中，微服离去，想投奔魏国。赵葱怨恨李牧不肯授印，派遣力士搜捕李牧，趁李牧酒醉时将其杀害于旅店之中。
此外，黄易的玄幻小说《寻秦记》中，李牧也有登场。2001年上映的香港TVB电视剧《寻秦记》中，李牧由张山饰演。

### 漫畫
王者天下(原著:原泰久)-趙國三大天之一
始皇(原著:鄭問)

## 延伸阅读
[在维基数据编辑]
 《史記/卷081》，出自司馬遷《史記》
 在维基共享资源阅览影像